# انطوان اندروز
أنطوان أندروز (مواليد 12 أبريل 2003) رياضي من جزر البهاما. فاز بالميدالية الذهبية في بطولة العالم للناشئين 2022 IAAF في سباق 110 م حواجز.